# Sivasspor Kulübü 2022-2023
Questa voce raccoglie le informazioni riguardanti il Sivasspor Kulübü nelle competizioni ufficiali della stagione 2022-2023.

## Divise e sponsor
Lo sponsor tecnico per la stagione 2022-2023 è il marchio turco Tony Montana.
| Casa | Trasferta | Terza Divisa |

## Organigramma societario
Area direttiva
- Presidente: Mecnun Otyakmaz
- Responsabile amministrativo: Kerem Atılmaz

Area tecnica
- Allenatore: Riza Çalimbay
- Allenatore in seconda: Ayhan Tenbeloğlu
- Preparatori dei portieri: Zafer Özgültekin
- Preparatori atletici: William Marie, Michel Dufour

Area medica
- Medico sociale: Baran Güler
- Fisioterapista: Fatih Aydin, Sefa Karayılan
- Massaggiatore: Halil Özdogan, Tincer Karakaya, Selahattin Aktaş
- Osteopata: Julien Mointeillet

Area video
- Analista: Evren Otyakmaz

## Rosa
Aggiornata al 14 marzo 2023.
| N. |                           | Ruolo | Calciatore         |
| -- | ------------------------- | ----- | ------------------ |
| 2  | Turchia (bandiera)        | D     | Murat Paluli       |
| 3  | Turchia (bandiera)        | D     | Uğur Çiftçi        |
| 4  | Gabon (bandiera)          | D     | Aaron Appindangoyé |
| 5  | Ghana (bandiera)          | C     | Isaac Cofie        |
| 6  | Grecia (bandiera)         | D     | Dīmītrīs Goutas    |
| 7  | Costa d'Avorio (bandiera) | C     | Max Gradel         |
| 8  | Germania (bandiera)       | C     | Robin Yalçın       |
| 9  | Mali (bandiera)           | A     | Mustapha Yatabaré  |
| 10 | Camerun (bandiera)        | A     | Clinton N'Jie      |
| 11 | Israele (bandiera)        | A     | Dia Saba           |
| 13 | Turchia (bandiera)        | D     | Alaaddin Okumuş    |
| 14 | Mali (bandiera)           | D     | Samba Camara       |
| 15 | Grecia (bandiera)         | C     | Charilaos Charisīs |
| 16 | Turchia (bandiera)        | P     | Baver Kuçkar       |
| 17 | Turchia (bandiera)        | C     | Erdoğan Yeşilyurt  |
| 18 | Turchia (bandiera)        | P     | Emre Satılmış      |
| 19 | Polonia (bandiera)        | A     | Karol Angielski    |
| 21 | Turchia (bandiera)        | A     | Emre Gökay         |

| N. |                           | Ruolo | Calciatore            |
| -- | ------------------------- | ----- | --------------------- |
| 23 | Norvegia (bandiera)       | C     | Fredrik Ulvestad      |
| 24 | Spagna (bandiera)         | C     | Samuel Sáiz           |
| 25 | Turchia (bandiera)        | P     | Muammer Yıldırım      |
| 26 | Nigeria (bandiera)        | A     | Ahmed Musa            |
| 27 | Serbia (bandiera)         | C     | Armin Đerlek          |
| 28 | Costa d'Avorio (bandiera) | C     | Kader Keïta           |
| 30 | Ecuador (bandiera)        | A     | Jordy Caicedo         |
| 35 | Turchia (bandiera)        | P     | Ali Şaşal Vural       |
| 37 | Turchia (bandiera)        | C     | Hakan Arslan          |
| 58 | Turchia (bandiera)        | D     | Ziya Erdal (capitano) |
| 62 | Turchia (bandiera)        | C     | Özkan Yigiter         |
| 88 | Turchia (bandiera)        | D     | Caner Osmanpaşa       |
| 90 | Nigeria (bandiera)        | A     | Leke James            |
| 96 | Turchia (bandiera)        | D     | Mikail Albayrak       |

## Calciomercato

### Sessione estiva(dal 01/07 al 30/08)
| Acquisti         | Acquisti           | Acquisti            | Acquisti                 |
| R.               | Nome               | da                  | Modalità                 |
| ---------------- | ------------------ | ------------------- | ------------------------ |
| D                | Murat Paluli       | Göztepe             | definitivo               |
| C                | Charilaos Charisīs | Atromītos           | definitivo (500 mila €)  |
| C                | Kader Keïta        | Westerlo            | definitivo               |
| C                | Robin Yalcin       | Paderborn           | definitivo               |
| A                | Karol Angielski    | Radomiak Radom      | definitivo (1 milione €) |
| A                | Ahmed Musa         | Fatih Karagümrük    | definitivo               |
| A                | Clinton N'Jie      | Dinamo Mosca        | definitivo               |
| A                | Dia Saba           | Al-Nasr             | definitivo               |
| Altre operazioni |                    |                     |                          |
| R.               | Nome               | da                  | Modalità                 |
| D                | Alaaddin Okumuş    | Samsunspor          | fine prestito            |
| C                | Armin Đerlek       | Aluminij            | fine prestito            |
| A                | Eren Sahin         | Karaköprü Bld       | fine prestito            |
| A                | Muhammed Ergin     | İskenderunspor 1967 | fine prestito            |

| Cessioni         | Cessioni            | Cessioni               | Cessioni                   |
| R.               | Nome                | a                      | Modalità                   |
| ---------------- | ------------------- | ---------------------- | -------------------------- |
| D                | Ahmet Oğuz          | Konyaspor              | definitivo                 |
| D                | Koray Altınay       | Çaykur Rizespor        | definitivo                 |
| C                | Fayçal Fajr         | Al-Wahda               | definitivo                 |
| C                | Safa Gundak         | Sivas Belediye Spor    | definitivo                 |
| C                | Kerem Atakan Kesgin | Beşiktaş               | definitivo (1,4 milioni €) |
| A                | Volkan Eğri         | Tuzlaspor              | definitivo                 |
| A                | Jorge Félix         | Piast Gliwice          | definitivo                 |
| A                | Sefa Yılmaz         | Çaykur Rizespor        | definitivo                 |
| A                | Eren Sahin          | Bayburt Özel İdarespor | prestito                   |
| A                | Muhammed Ergin      | Sapanca Gençlik        | prestito                   |
| Altre operazioni |                     |                        |                            |
| R.               | Nome                | a                      | Modalità                   |
| C                | Serhat Öztürk       |                        | svincolato                 |
| C                | Batuhan Akkuzu      |                        | svincolato                 |
| A                | Olarenwaju Kayode   | Šachtar                | fine prestito              |
| A                | Pape Moussa Konaté  | Digione                | fine prestito              |

### Sessione invernale(dal 01/01 al 07/02)
| Acquisti         | Acquisti      | Acquisti               | Acquisti      |
| R.               | Nome          | da                     | Modalità      |
| ---------------- | ------------- | ---------------------- | ------------- |
| A                | Jordy Caicedo | Tigres UANL            | prestito      |
| A                | Samuel Sáiz   | Girona                 | definitivo    |
| Altre operazioni |               |                        |               |
| R.               | Nome          | da                     | Modalità      |
| A                | Eren Sahin    | Bayburt Özel İdarespor | fine prestito |

| Cessioni         | Cessioni      | Cessioni       | Cessioni   |
| R.               | Nome          | a              | Modalità   |
| ---------------- | ------------- | -------------- | ---------- |
| C                | Dia Saba      | Maccabi Haifa  | definitivo |
| C                | Özkan Yigiter | Gençlerbirliği | prestito   |
| Altre operazioni |               |                |            |
| R.               | Nome          | a              | Modalità   |

## Risultati

### Türkiye Süper Kupası
| Arbitro: | Mete Kalkavan |

|                                                    |           |  |
| Cornelius 37’, 52’ Larsen 64’ Bakasetas 74’ (rig.) | Marcatori |  |

### UEFA Europa League

#### Spareggi
| Arbitro: | William Collum |

|                                           |           |           |
| Zeidan 18’ Christiansen 37’ Moisander 68’ | Marcatori | 30’ James |

| Arbitro: | Srđan Jovanović |

|  |           |                                  |
|  | Marcatori | 76’ Birmančević 90’ Kiese Thelin |

### UEFA Europa Conference League

#### Fase a gironi
| Arbitro: | Fran Jović |

|          |           |             |
| Saba 27’ | Marcatori | 4’ Olayinka |

| Arbitro: | Allard Lindhout |

|  |           |                   |
|  | Marcatori | 28’ (rig.) Gradel |

| Arbitro: | José Luis Munuera Montero |

|                                          |           |                                                  |
| Ulvestad 1’ Yeşilyurt 75’ Yatabaré 90+1’ | Marcatori | 20’ Thaçi 31’ Potoku 66’ Korenica 90+4’ Krasniqi |

| Arbitro: | Manuel Schüttengruber |

|           |           |                          |
| Thaçi 36’ | Marcatori | 72’ Arslan 81’ Angielski |

| Arbitro: | Rohit Saggi |

|                                    |           |  |
| Yatabaré 22’, 73’ Janga 64’ (aut.) | Marcatori |  |

| Arbitro: | Rade Obrenovič |

|                   |           |                   |
| Goutas 65’ (aut.) | Marcatori | 28’ (rig.) Gradel |

#### Fase a eliminazione diretta
| Arbitro: | Enea Jorgji |

|           |           |  |
| Barák 69’ | Marcatori |  |

| Arbitro: | Nikola Dabanović |

|               |           |                                                             |
| Yeşilyurt 35’ | Marcatori | 44’ Cabral 62’ Milenković 78’ (aut.) Goutas 89’ Castrovilli |